# إدارة وسطى

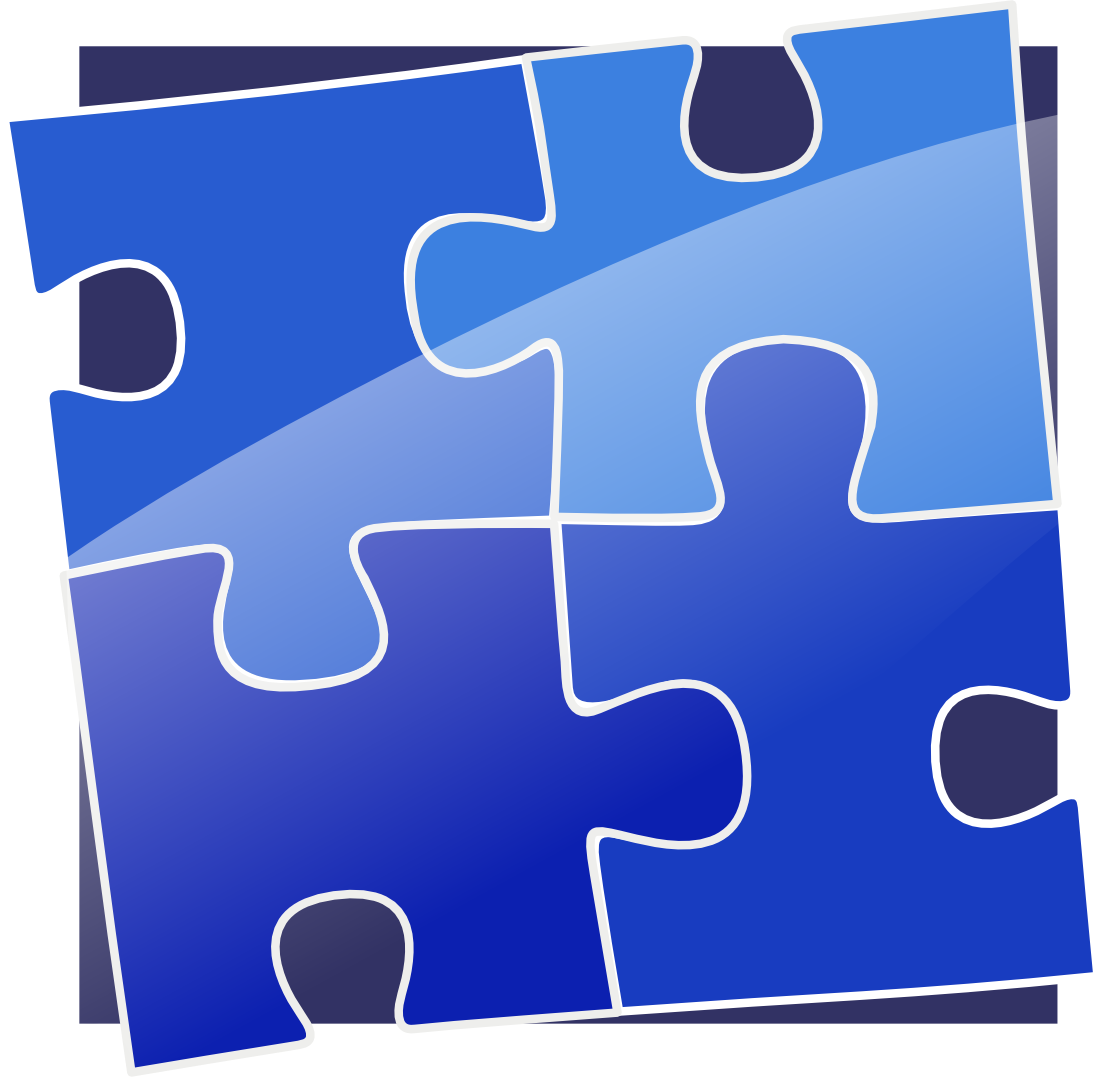

الإدارة الوسطى Middle Level Management ويسمى أيضاً مستوى الإدارة التنفيذية، وهو يقع ما بين مستويين الإدارة العليا والدنيا، ويمثل عادة أكبر عدد من الإداريين وبمسميات مختلفة.
يختص بالإشراف على النشاطات الكفيلة بتنفيذ السياسات والإستراتيجيات التي حددتها الإدارة العليا، بمعنى أنهم يترجمون السياسات المحددة من الإدارة العليا. وهم عادة ما يكونون مصدراً للابتكار والتطوير في مجال أعمالهم. وهم أيضاً معنيّون بتنسيق أعمال الإدارة الدنيا.

## مسؤوليات الإدارة الوسطى
1) وضع الخطط الفرعية في ضوء الخطة العامة التي تضعها الإدارة العليا.
2)استخدام الهيكل التنظيمي لتحديد سلطة العاملين في المؤسسة والمسؤوليات التي يتحملونها.
3)تحديد معايير الرقابة والأداء في مختلف أقسام الإنتاج ومقاييسها.
4)تحقيق التنسيق والتفاعل بين عناصر الإنتاج.
5)المساهمة في وضع السياسة والخطة العامة؛ من خلال تقديم البيانات والمعلومات للإدارة العليا.